# 北田龍馬
北田龍馬（日语：きただ りょうま，8月14日—），日本漫畫家。出身於埼玉縣入間市。埼玉縣立川越高等學校、早稻田大學基幹理工學院出身。
代表作是《μ&i～最後世代少女～》、《弩級戰隊HXEROS》（電視動畫曾於2020年7月至9月播放）。

## 人物簡介
2013年，以入選Jump Square新人漫畫獎佳作。同年，以短篇刊登於《Jumo SQ.19》9號，從此作為漫畫家出道。
2014年，以《μ&i～最後世代少女～》首度於《Jump Square》進行連載。

## 作品一覽
- μ&i～最後世代少女～（日语：μ&i みゅうあんどあい）（《Jump Square》2014年6月號－2016年4月號，集英社，全6冊）
- 弩級戰隊HXEROS（《Jump Square》2017年6月號[2]－2021年3月號[3]，集英社，全12冊）東立代理
- （SNS發表[4]，之後以單行本發行，全1冊[5]）
- 被陌生女高中生囚禁的漫畫家（見知らぬ女子高生に監禁された漫画家の話）（『ComicWalker』2021年9月3日－ 、KADOKAWA、已刊2冊）台灣角川代理
- 夢墜～我們在夢中墜入情網～（ユメオチ〜ユメで僕らは恋にオチる〜）（《少年Jump+》2023年2月5日－10月29日、集英社、全4冊）東立代理
- 魁の花巫女（『マガジンポケット』2024年7月22日 - 連載中、《講談社》，既刊4巻）

## 插圖
- （著：渡葉旅人，富士見書房／KADOKAWA〈富士見Fantasia文庫〉）
- （著：紙城境介，集英社〈DASH X文庫（日语：ダッシュエックス文庫）〉）

## 師父
- 佐伯俊

## 外部連結
- 北田龍馬的X（前Twitter）（2009年1月3日 00:04:22－）※ UTC表示。